# クシュヴェント
クシュヴェント (ドイツ語: Gschwend, [kʃvɛnt]) は、ドイツ連邦共和国バーデン＝ヴュルテンベルク州シュトゥットガルト行政管区のオストアルプ郡に属す町村（以下、本項では便宜上「町」と記述する）である。

## 地理

### 位置
クシュヴェントは、3つの自然地域、アルプフォアラント東部、シュールヴァルトおよびヴェルツハイムの森、およびシュヴェービッシェス・コイパー＝ライアス＝ラントに含まれるシュヴェービッシュ＝フレンキッシェ森林山地のそれぞれ一部を含んでいる。この町は、ヴェルツハイムの森とシュヴェービッシュ＝フレンキッシャー・ヴァルト自然公園内のフリッケンホーファー高地との間に位置し、ライン川（コッハー川支流）左岸の支流である「クシュヴェンダー」ロート川に面している。

### 隣接する市町村
この町は、北西はフィヒテンベルク、北はガイルドルフ、東はズルツバッハ＝ラウフェン（以上3市町村はシュヴェービッシュ・ハル郡）、南東はエシャッハ、南はルッパーツホーフェンおよびシュプライトバッハ（以上3町村はオストアルプ郡）、南西はアルフドルフおよびヴェルツハイム、西はカイザースバッハおよびムルハルト（以上4市町村はレムス＝ムル郡）と境を接している。

### 自治体の構成
自治体としてのクシュヴェントには、かつて独立した町村であったアルタースベルクとフリッケンホーフェンに属していたものを含め、85の村落、小集落、農場、家屋が属している。

### 土地利用
| 土地利用種別面積 | 農業用地 | 森林   | 住宅地 | 産業用地 | 交通用地 | 水域  | レジャー用地 | その他 |
| ---------------- | -------- | ------ | ------ | -------- | -------- | ----- | ------------ | ------ |
| 面積 (km2)       | 19.95    | 29.67  | 1.26   | 0.35     | 1.72     | 0.17  | 0.12         | 1.26   |
| 占有率           | 36.6 %   | 54.4 % | 2.3 %  | 0.6 %    | 3.2 %    | 0.3 % | 0.2 %        | 2.3 %  |

2015年現在の州統計局のデータによる。

## 歴史

### 18世紀まで
1293年に最初の文献記録が遺るフリッケンホーフェンはこの町で最も古い記録を持つ集落である。しかし、クシュヴェント入植地は12世紀半ばにはすでに形成されていたと考えられている。クシュヴェント周辺の森もそれほど遅くない時期に開墾された。周辺は森を焼いて開墾する (ドイツ語: schwenden) 方法で行われた。これがクシュヴェント (ドイツ語: Gschwend) の語源となった。木々の樹皮を剥き、乾燥させて枯死させるか火をつけて燃やすかして、樹木を取り除いた。クシュヴェントの紋章に描かれた炎は、この焼き払う作業を表している。
クシュヴェントは、初めは重要性の低い集落であったが、シュヴェービッシュ・ハルからガイスドルフを経由してグミュントへ至る街道（ハルから南に向かう塩街道、現在の連邦道 B298号線）とヴェルツハイムからアーレンへの街道（カンシュタット街道とが交差する交通の便がよい場所にあったことから地方交易の中心地に発展した。16世紀にゼーラハ裁判所がクシュヴェントに移転した。大きな家畜市と、1760年からは歳の市が開催された。

### 行政史
現在のクシュヴェントの町域は、長らくオーバーアムト・ガイルドルフに属し、1938年からバックナング郡に属した。これは1973年の郡域再編によって廃止され、現在の町域にあたるアルタースベルク、フリッケンホーフェン、クシュヴェントだけがオストアルプ郡に編入された。

### 町村合併
1971年8月1日にそれまで独立した町村であったフリッケンホーフェンがクシュヴェントに合併した。1972年1月1日にアルタースベルクの合併がこれに続いた。ホンクリングとヴィルトガルテンは1972年4月1日にウンターロートからクシュヴェントに移管された。

## 住民

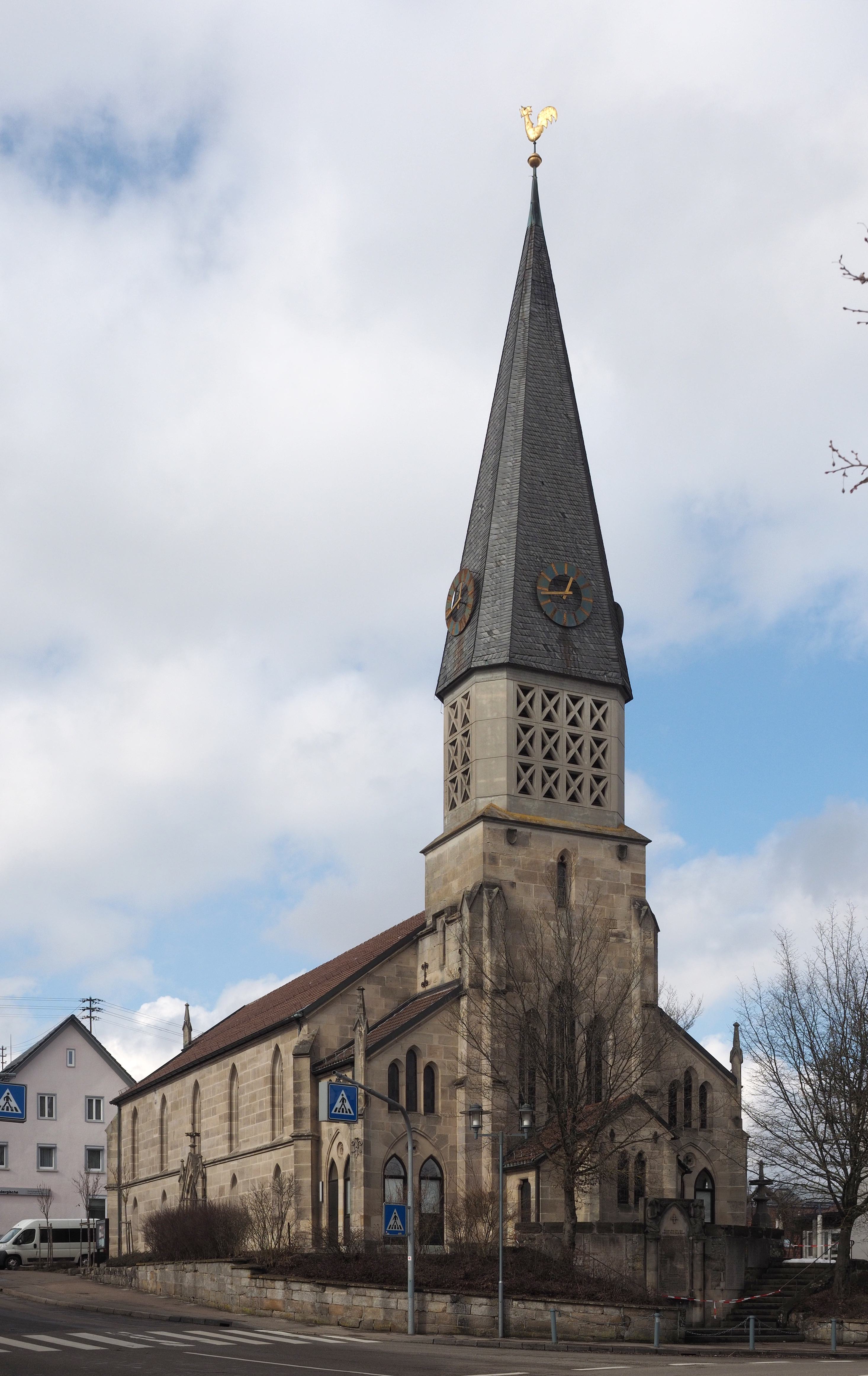
クシュヴェントの福音主義教会

### 宗教
クシュヴェントは、宗教改革以降、主に福音主義が根付いている。ただし、4つの福音主義教会の他にローマ＝カトリック教会と新使徒派教会も1つずつある。

## 行政

### 首長
この町の町長は、クリストフ・ハルト (CDU) である。

### 紋章
図柄: 金地に、3つの舌状に分かれた赤い炎が描かれている。右上（向かって左上）と左下（向かって右下）に1本ずつ緑色のモミの木が描かれている。
この町の紋章は、地口で町名を表している。「Gschwendeter」は「火によって開墾された森」を意味している。
この町の旗は、赤 - 黄である。
1820年頃の村役場が使っていた印章は、縦長の楕円形でカニが描かれていた。この図柄の意味は分かっておらず、印章は忘れ去られていた。1926年にシュトゥットガルトの文書館館長が燃える枝を紋章の図柄として提案した。村役場はこれに基づき、現在の紋章を採用した。
1956年5月26日に、バーデン＝ヴュルテンベルク州内務省によって現在使用されている紋章と旗が認可された。

## 文化と見所
クシュヴェントは、沿道に多くの見所がある牧歌街道沿いにある。森の体験路「ヴァイターヴェーク」は、ローテンハルからシェーンベルクへの街道沿いにある。この体験路は、10のステーションを有する芸術と思索を組み合わせた道である。

### 博物館
ホルラーヒェンの旧学校兼村役場内に、郷土博物館が入居している。

### 建築物

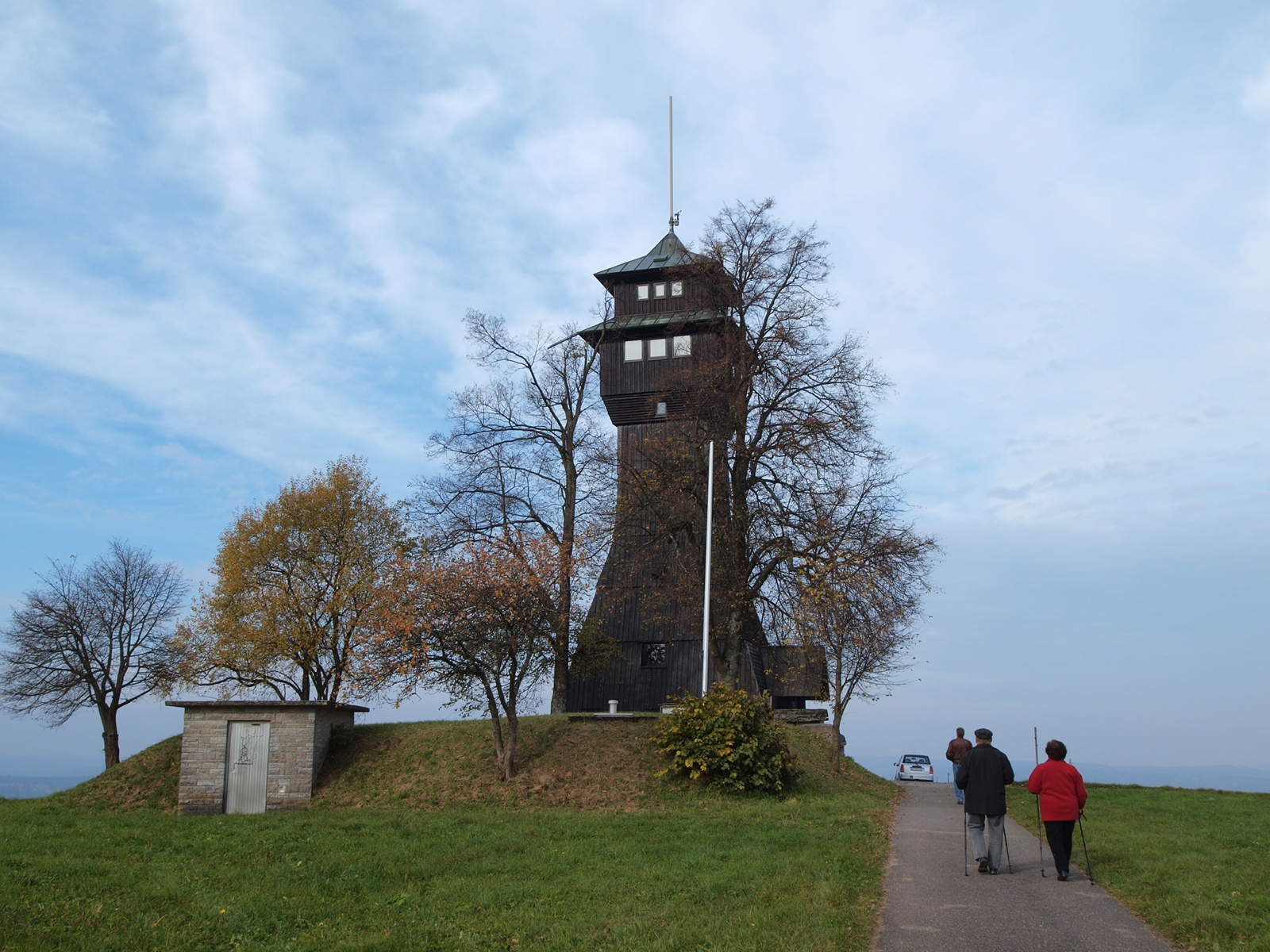
ハークベルク塔

- シュレヒトバッハの聖アンドレアス教会。1447年に建設されたこのゴシック教会は、町内で最も古い建物であるかもしれない。1430年の聖母像が祀られた主祭壇は特に貴重な宝物である。
- ハークベルク塔。ヴェルツハイムの森の最高峰、585.2 m のハークベルクにある展望塔である。この塔はクシュヴェントの象徴的建造物であり、周辺からの目印になっている。4月の第3日曜日から10月末までの日曜日と祝日にオープンしている。
- フリッケンホーフェンの福音主義教区教会（旧聖ニコラウス教会）。1634年に焼失したゴシック様式の先代の教会堂に替えて1743年に建設された。教会の入り口脇にヴォルフガング・キルシェンバイサー牧師の記念プレートが掲げられている。
- フリッケンホーフェンの石造十字架（贖罪の十字架）。シュミート通りの終わり（フリッケンホーファー・ヘーエ遊歩道沿い）にある。伝承によれば、ここでの争いで人が殴り殺された。果てしない家族間の仇討ちを回避するために、役所が介入して贖罪の契約が結ばれた。この石造の十字架は、殺害現場近くの多くの道が始まる場所に、戒めの記念碑として建立された。おそらく15世紀または16世紀に建立されたもので、おそらくフリッケンホーフェンで最も古い文化財である。

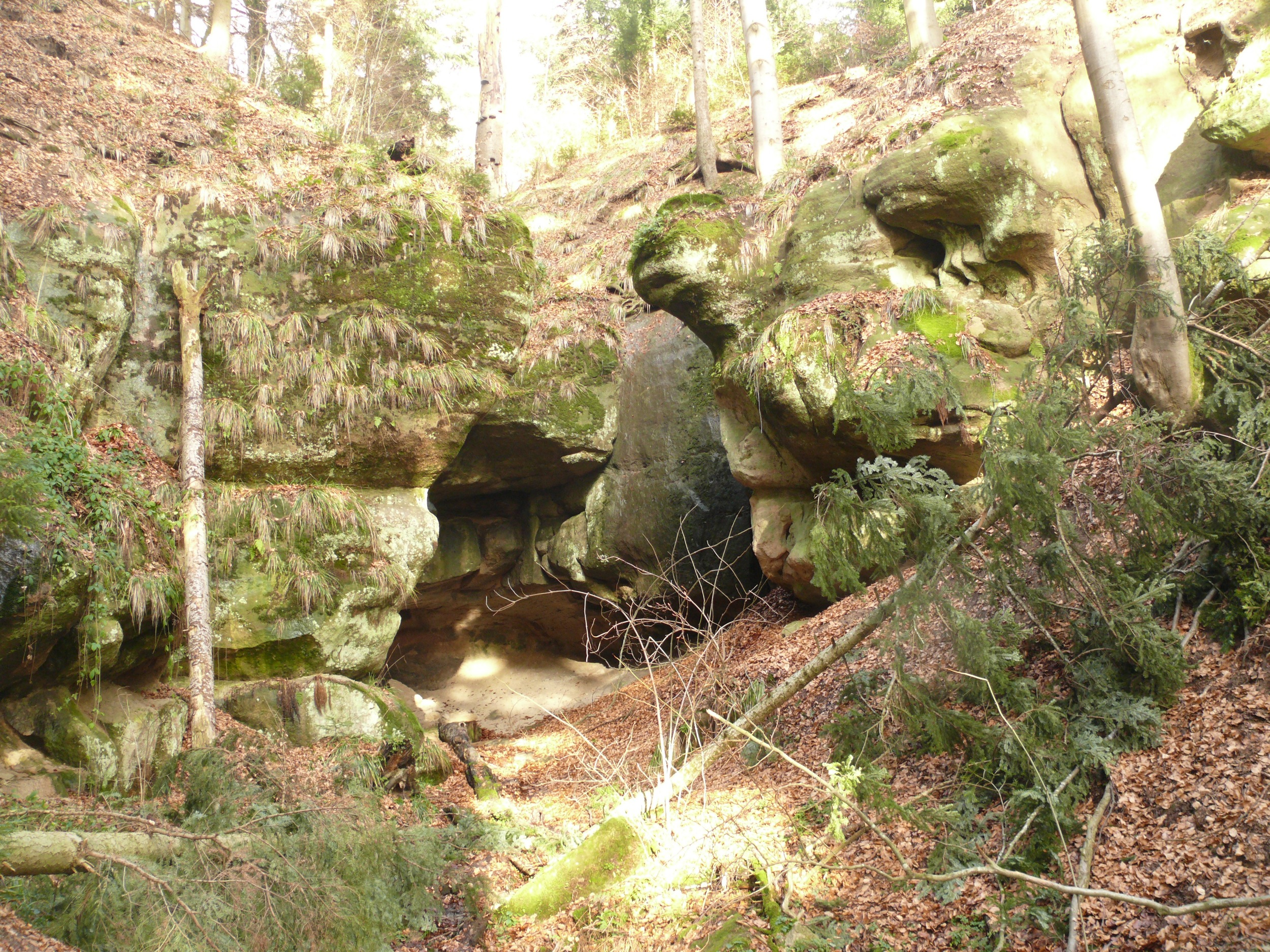
トイフェルスキューヒェ

### 自然文化財
- クシュヴェントのトイフェルスキューヒェ（悪魔の台所）、町の山の南斜面にある
- トイフェルスカンツェル（悪魔の演壇）ローテンハルの東 500 m

- シュレヒトバッハの聖アンドレアス教会
- 聖アンドレアス教会の主祭壇
- フリッケンホーフェンの贖罪の十字架
- トイフェルスカンツェル

## 経済と社会資本

### 交通
クシュヴェントは、連邦道 B298号線（ガイルドルフ - シュヴェービッシュ・グミュント）によって全国的な道路網に接続している。

### 教育
クシュヴェントには、基礎課程・本課程学校に工業実科学校を併設したハインリヒ＝プレシャー＝シューレがある。フリッケンホーフェン地区には、モンテッソーリ教育による基礎課程学校がある。市立職業専門学校「CircActive」は本部をクシュヴェントに置いている。また、町立3園、教会運営3園の幼稚園がある。

## 習俗

### ガルベンヴァーゲン
毎年収穫期の初め、多くは8月の第1週末に、初めて収穫した穀物を積んで飾り立てられた「ガルベンヴァーゲン」（ドイツ語: Garbenwagen、直訳すると「穀物の束の車」）が、子供たちやグロッケン隊をひきつれて、プフェルデからマルクト広場の教会まで練り歩く。この習慣は1817年にまで遡る。この年、1816年に大飢饉に襲われたことを踏まえ、最初の収穫を教会に奉納する祭を行うことが定められた。
クシュヴェントは、エッシンゲンと並んで、現代まで住民の多くが参加してこの習慣を伝えている数少ない街の一つである。

### 家畜市
1857年の大火の後、クシュヴェントの住民は必要に駆られて、村の中心部を完全に再建した。町を貫通するメインストリートの一部が四角く均され、新しくて広いマルクト広場（市場を開催する広場）が設けられた。それまでの場所は、家畜市に理想的なものではなかったのである。この集落は、「年に2回の市場開催権」を1760年にはすでに獲得しており、1776年には年3回に権利が増強されていた。これは、16世紀の行政中心地の刷新と並んで、現在の中心集落への発展につながるマイルストーンであった。市場はクシュヴェントを農業の中心地にし、商業や産業を促進した。この町は遠方にまでその名が知られ、往来に便利であった。当時の市場には、500頭から1000頭の大型家畜が集まった。たとえば、1887年2月の市には1425頭が集まった。モータリゼーションとテクノロジー化の時代になるとクシュヴェントの市場にもかつてほど多くの家畜が出品されなくなったが、それでもヴュルテンベルク北部で最も重要な市の一つに数えられている。

## 人物

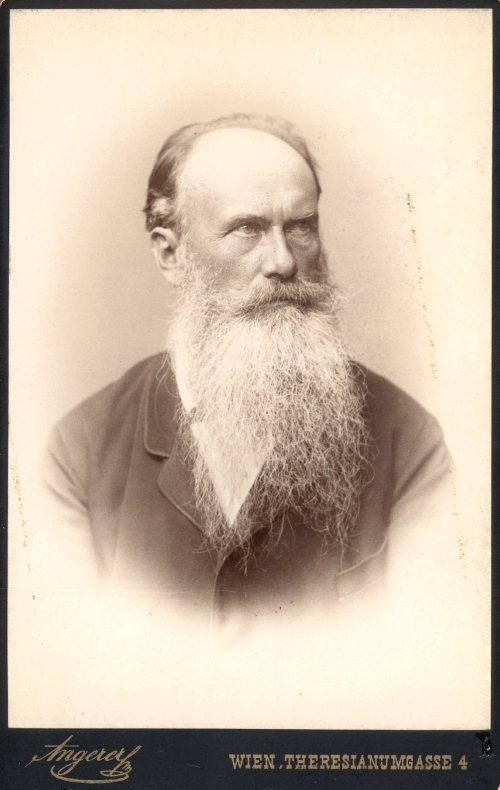
フリードリヒ・フォン・シュミット

### 出身者
- フリードリヒ・フォン・シュミット（ドイツ語版、英語版）（1825年 - 1891年）建築家
- リナ・ハーク（1907年 - 2012年）反ファシスト運動家